# آق‌بلاغ (ترکمنستان)
آق‌بلاغ (انگلیسی: Ak-Bulak) یک روستا در ترکمنستان است که در استان لب آب واقع شده است.